# Мученики Гай, Фавст, Евсевий и Херимон
Святые мученики Гай, Фавст, Евсевий и Херимон (2-я половина III века) были учениками святого Дионисия Александрийского. Память в Православной церкви совершается 4 октября (17 октября).
Фавст, Евсевий и Херимон, по свидетельству самого их учителя святого Дионисия, были диаконами. Церковный историк Евсевий добавляет, что диакон Евсевий после был епископом в Лаодикийской церкви в Малой Азии, а Фавст, маститый старец, скончался при его жизни мученически, будучи обезглавлен.
Эти святые подвергались гонениям и приняли мученическую кончину вместе со своим учителем.
Евсевий же и Херимон, после изгнания святого Дионисия, при помощи Божией, посещали заключенных в темницах, погребали тела мучеников и прожили до царствования императора Деция (249—251). За исповедание веры Христовой они потерпели жестокие мучения, но остались непоколебимыми.
Множество язычников были обращёны ими в христианство — одни тайно, другие же явно. Затем они были схвачены и жестоко зарублены мечами.